# Rhabditis glauxi
Rhabditis glauxi is een rondwormensoort uit de familie van de Rhabditidae. De wetenschappelijke naam van de soort is voor het eerst geldig gepubliceerd in 1951 door Allgén.